# Phare de Sućuraj
Le phare de Sućuraj (en croate : Svjetionik Rt Sućuraj) est un phare actif situé sur l'île de Hvar dans la municipalité de Sućuraj, dans le Comitat de Split-Dalmatie en Croatie. Le phare est exploité par la société d'État Plovput .

## Histoire
La première station de signalisation, mis en service en 1874, se situe sur une péninsule à l'est de l'île de Hvar à l'entrée de la baie de Pučišća. La lumière actuelle date de 1912.

## Description
Le phare  est une tour carrée en pierre grise de 14 m de haut, avec galerie et lanterne attachée en coin d'une maison de gardien d'un étage. La tour est en pierre grise non peinte et la lanterne est blanche. Son feu isophase émet, à une hauteur focale de 14 m, un long éclat blanc de deux secondes toutes les 4 secondes. Sa portée est de 11 milles nautiques (environ 20 km) pour le feu principal et 7 milles nautiques (environ 13 km) pour le feu de veille.
Il ne possède pas de Système d'identification automatique pour la navigation maritime.
Identifiant : ARLHS : CRO-151 - Amirauté : E3490 - NGA : 13664 .

## Caractéristiques dufeu maritime
Fréquence : 4s (W)
- Lumière : 2 secondes
- Obscurité : 2 secondes

|          |
| Le phare |

|          |
| Le phare |

|                         |
| Les îles croates du sud |

### Lien connexe
- Liste des phares de Croatie